# Jüdischer Friedhof (Loučim)

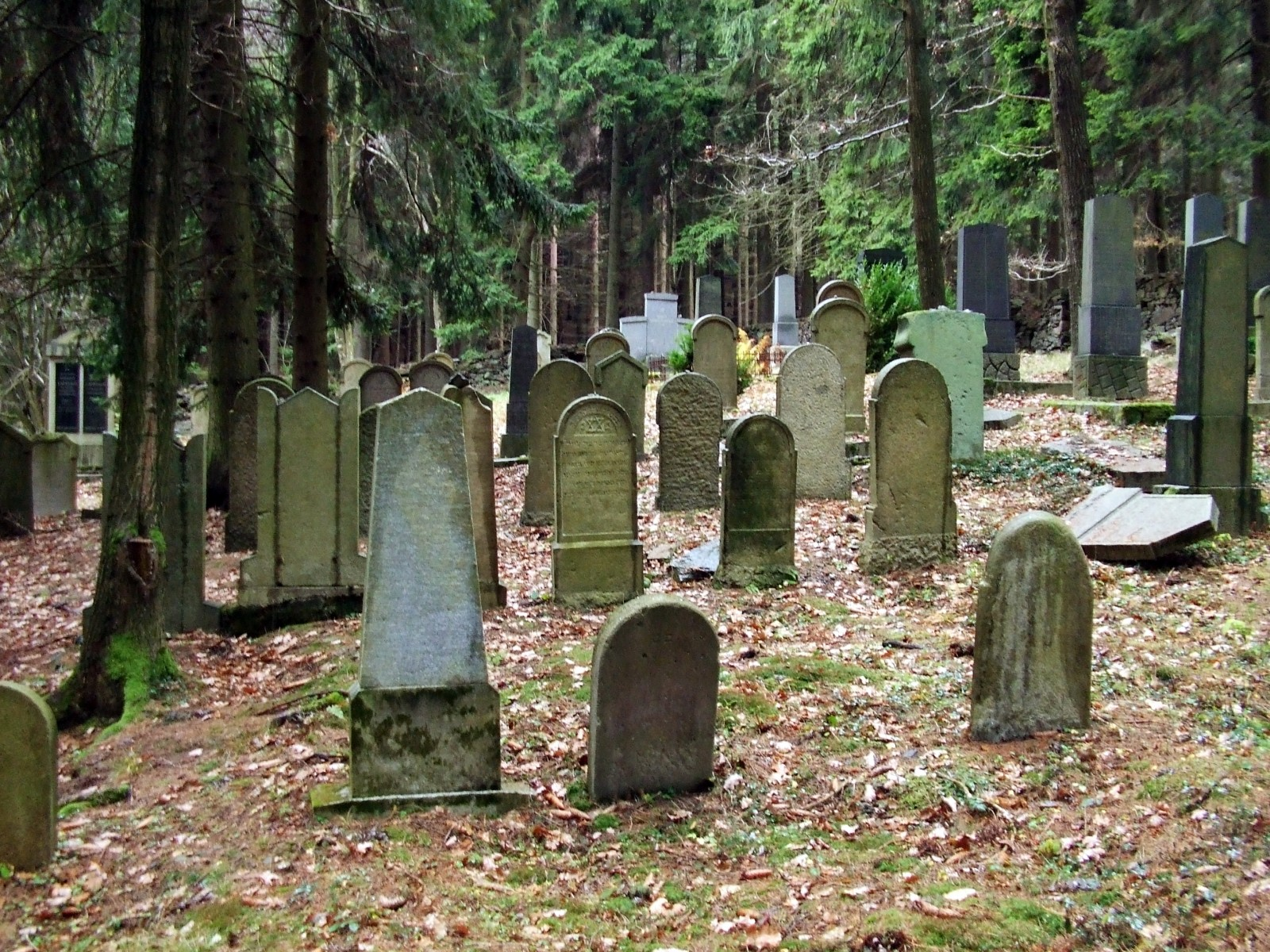
Der jüdische Friedhof in Loučim

Der Jüdische Friedhof Loučim ist ein jüdischer Friedhof in der südböhmischen Gemeinde Loučim (deutsch: Lautschim) in Tschechien. Er zeugt von früher jüdischer Besiedlung.
Gegründet wurde der Friedhof 1841, der älteste Grabstein stammt aus dem Jahr 1842; das letzte Begräbnis fand 1948 statt.